# 384282 Evgeniyegorov
384282 Evgeniyegorov è un asteroide della fascia principale. Scoperto nel 2009, presenta un'orbita caratterizzata da un semiasse maggiore pari a 2,3917719 UA e da un'eccentricità di 0,2268446, inclinata di 1,21391° rispetto all'eclittica.
L'asteroide è dedicato al designer russo Evgeniy Mikhaylovič Egorov.